# Cattedrali in Namibia

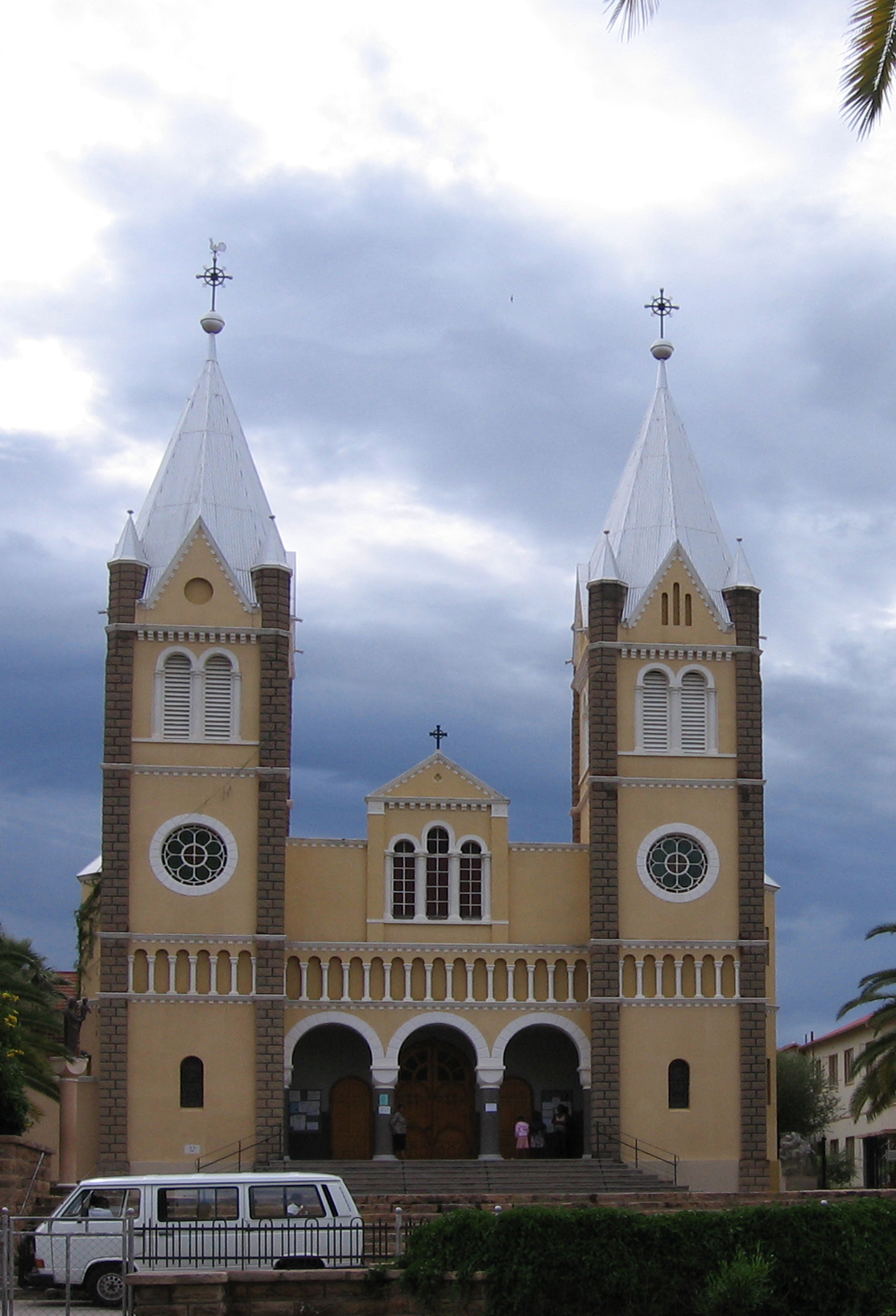
Cattedrale cattolica di Windhoek

Questa è una lista delle cattedrali in Namibia.

## Cattedrali cattoliche
| Cattedrale                           | Arcidiocesi o Diocesi         | Località     |
| ------------------------------------ | ----------------------------- | ------------ |
| Cattedrale di Santa Maria            | Arcidiocesi di Windhoek       | Windhoek     |
| Cattedrale di Santo Stanislao Kostka | Diocesi di Keetmanshoop       | Keetmanshoop |
| Cattedrale di Santa Maria            | Vicariato apostolico di Rundu | Rundu        |

## Cattedrale anglicana
| Cattedrale                | Diocesi                      | Città    |
| ------------------------- | ---------------------------- | -------- |
| Cattedrale di San Giorgio | Diocesi anglicana di Namibia | Windhoek |